# Ferdinando Camuncoli
Ferdinando Camuncoli (Milano, 27 maggio 1927 – Colle dell'Acqua Buona, 3 giugno 1944) è stato un militare italiano, decorato dalla Repubblica Sociale Italiana con la Medaglia d'oro al valor militare alla memoria durante la seconda guerra mondiale.

## Biografia
Nacque a Milano il 27 maggio 1927, figlio del noto giornalista e scrittore Ezio, inviato speciale del Corriere della Sera. Frequentò il ginnasio presso il Collegio Salesiano Calai-Morioni di Gualdo Tadino.
Dopo la firma dell’armistizio dell’8 settembre 1943 aderì alla Repubblica Sociale Italiana, entrando all’età di diciassette anni nell’Aeronautica Nazionale Repubblicana presso il centro di reclutamento di Ferrara. Assegnato ai paracadutisti entrò in servizio presso la 7ª Compagnia del 1º Battaglione paracadutisti "Folgore", al comando del maggiore Mario Rizzatti, in fase di addestramento a Pistoia.
Pochi mesi dopo il suo reparto, al comando del Tenente istruttore Romano Ferretto, entrò in linea nel settore di Nettuno, e prese parte alla difesa di Roma dall'avanzata delle truppe Alleate. Cadde in combattimento il 3 giugno 1944 presso il Colle dell'Acqua Buona, mentre nel tentativo di riconquistare un caposaldo caduto nelle mani delle truppe della 1ª Divisione fanteria inglese si lanciò all'attacco contro il nemico armato di pugnale e bombe a mano. Per onorarne il coraggio il governo della Repubblica Sociale Italiana decretò la concessione della Medaglia d'oro al valor militare alla memoria.
Carlo Borsani gli dedicò la "Canzone di Nettuno".

### Annotazioni
1. ↑  Decorato con la Medaglia d’argento al valor militare sul campo e la Croce di Ferro di prima classe tedesca.
2. ↑  Il battaglione "Folgore" doveva bloccare l’avanzate dei mezzi nemici da Aprilia a Pomezia al km 39 della Strada Provinciale Laurentina.
3. ↑  "Sorgi a vincere il mondo, Italia mia, serena e forte come l'innocente anima nuova degli Eroi della Repubblica Sociale Italiana, che in armi repubblicane vennero a Nettuno per morire d'amore".

### Fonti
1. 1 2 3 4 5 6  Dante R. Stritoli, Ferdinando Camuncoli Bandiera, in Meridiano d’Italia n. 66 n.s., 21 luglio 1958.